# Chermizy-Ailles
Chermizy-Ailles – miejscowość i gmina we Francji, w regionie Hauts-de-France, w departamencie Aisne.
Według danych na styczeń 2014 roku gminę zamieszkiwały 102 osoby, a gęstość zaludnienia wynosiła 9 osób/km².